# 沙洛夫齊
沙洛夫齊是斯洛文尼亞東北部沙洛夫齊市鎮的村庄及行政中心。面積15.35平方公里，2024年人口数量为370人。

## 外部連結
- 沙洛夫齊市鎮官方网站 （页面存档备份，存于） （斯洛文尼亚文）
- Municipality of Šalovci on Geopedia （页面存档备份，存于）